# 秋田県道278号雄勝湯沢線
秋田県道278号雄勝湯沢線（あきたけんどう278ごう おがちゆざわせん）は、秋田県湯沢市を通る一般県道である。

## 概要
湯沢市上院内の国道13号（国道108号の高架下付近）から奥羽本線と交差したのち、北方向へ向かって雄物川水系の松根川の上流まで進み、松根集落まで舗装区間が続く。先の山間部は道路が未舗装となっている区間が残り、舗装されている区間も道幅は全般的に狭く、湯沢市側は急傾斜の九十九折区間があるなど離合が困難な箇所が多い。湯沢市松岡から再び舗装区間になり、切畑川に沿って進む。雄物川を渡って湯沢横手道路を立体交差したのちに奥羽本線と立体交差し、終点で再び国道13号に合流する。
起点から奥羽本線交差後に市道を直進すると、奥羽本線 院内駅前に至る。

### 路線データ
- 総延長 : 19.933 km[2]
- 実延長 : 19.933 km[2]
- 起点 : 秋田県湯沢市上院内字荒町37番3（国道13号交点）[3]北緯39度3分4.84秒 東経140度24分11.73秒
- 終点 : 秋田県湯沢市材木町2丁目158番8（千石町交差点、国道13号交点）[3]北緯39度9分33.11秒 東経140度29分21.22秒
- 未供用区間 : なし[2]

## 歴史
- 1974年（昭和49年）3月19日 - 秋田県道に認定される[3]。

## 路線状況
終点の国道13号の交差点は右左折時の対歩行者との接触事故、および追突事故が年間を通じて多い地点である。

### 冬期閉鎖区間
- 区間 : 湯沢市上院内字中ノ沢 - 湯沢市松岡字上畑[5]
  - 期日 : 11月中旬 - 翌年春[6]

### 交通不能区間
- 湯沢市上院内字松根 - 湯沢市松岡字上畑 (5,432m)[7]
  - 現在は簡易舗装が行われ乗用車による通行は可能になった[8]。

## 地理
起点の南には、岩井堂洞窟（縄文時代の岩陰遺跡）がある。

### 交差する道路
| 施設名                  | 接続路線名                                                | 備考                                           | 所在地                                                  |
| ----------------------- | --------------------------------------------------------- | ---------------------------------------------- | ------------------------------------------------------- |
| 須川交差点              | 国道13号 （=国道344号 重複）                              | 起点                                           | 湯沢市上院内字荒町                                      |
|                         |                                                           | ここから先通行不能                             | 湯沢市上院内字松根北緯39度4分28.6秒 東経140度24分13.0秒 |
| 【通行不能区間】 5.4 km |                                                           |                                                |                                                         |
|                         |                                                           | ここまで通行不能                               | 湯沢市松岡字上畑北緯39度7分18.3秒 東経140度24分46.3秒   |
|                         | 秋田県道311号羽後雄勝線                                   |                                                | 湯沢市山田字荻生田北緯39度9分3.14秒 東経140度28分0.1秒  |
| 千石町一丁目交差点      | 国道13号 （=国道344号重複） （秋田県道277号西松沢杉沢線） | 終点 終点で市道を直進すると県道277号に接続する | 湯沢市材木町2丁目                                       |

### 沿線の施設など
- 岩井堂洞窟
- イオン湯沢ショッピングセンター
- よねや千石大橋店
- スーパードラッグアサヒ湯沢店
- 湯沢市立山田小学校
- 湯沢市立山田中学校
- 雄勝中央病院
- JR東日本 奥羽本線
  - 院内駅
  - 湯沢駅（国道13号・秋田県道185号湯沢停車場線経由）